# Forseps
Forseps es un grupo de rock pesado fundado en Guadalajara, México, en 1995. Creado como una introspectiva experimental del cantante y compositor José Fors. Han editado seis álbumes de estudio y uno en vivo.

## Historia
En 1995, tras haberse retirado de Cuca, José Fors crea este proyecto alternativo, para el cual decide unir a varios músicos: Gustavo "Nabo" Lozano (Bajo), Nacho "Implacable" González (Batería), Raúl Huerta (Guitarra), Ricardo "Zanate" Rodríguez (Teclados), David "Zumo" Osuna (Bajo eléctrico|Bajo), César "Chacha" Rivera (Guitarra) y Vera Concilion (Coros). Este periodo dio como resultado su álbum debut, Bebé Mod.01.
En 1997, Forseps hace una pausa en su trabajo cuando José Fors decide regresar a Cuca. No fue hasta el 2 de diciembre del 2000 cuando José reaparece en el escenario del Hard Rock Live para presentar su disco Forseps .02, en el que cuenta personalidades del rock mexicano como es Saúl Hernández, Cala Villa, Ely Guerra, entre otros. En el 2001 José comienza a dar conciertos acústicos, en el Bar Doberman y el Hard Rock Café, cantando canciones de Forseps, en ocasiones acompañado de su esposa Vera Concilion.
En el 2002, la banda saca su tercer álbum de estudio, 333: el despertar del animal. Unos meses después, Forseps saca su primer disco en vivo titulado En vivo un medio acústico. A finales del 2004 Forseps lanza su cuarto disco, Forseps IV. En 2006, tras la salida del bajista David Osuna, José Fors decide invitar como reemplazo a su compañero de Cuca, Carlos Avilez. La banda lanza otros 3 álbumes de estudio.

## Miembros

### Miembros actuales
- José Fors - (Voz) (1995-presente)
- Carlos Aviléz - (Bajo) (2006-presente)
- Arturo Ybarra - (Guitarra) (2006-presente)
- Darko Palacios - (Batería) (2023-presente)
- Vera Concilion - (Coros) (2000-presente)

### Miembros anteriores
- Nacho "Implacable" González - (Batería) (1995-2023)
- César "Chacha" Rivera - (Guitarra) (1995-2006)
- Gustavo "Nabo" Lozano - (Bajo) (1995-2000)
- Raúl Huerta - (Guitarra) (1995-2006)
- David "Zumo" Osuna - (Bajo) (1995-2005)

## Discografía

### Álbumes de estudio
| Nombre del álbum             | Información                                               |
| ---------------------------- | --------------------------------------------------------- |
| Bebé Mod.01                  | - Lanzamiento: 1995 - Discográfica: BMG                   |
| .02                          | - Lanzamiento: 2000 - Discográfica: Fugazi Records        |
| 333: El Despertar del Animal | - Lanzamiento:2002 - Discográfica: Fugazi Records         |
| IV                           | - Lanzamiento: 2004 - Discográfica: Universal             |
| José Fors Forseps 5          | - Lanzamiento: 2008 - Discográfica: Fugazi Records        |
| 6 PM                         | - Lanzamiento:2013 - Discográfica: Fonarte Latino Records |
| FSP7                         | - Lanzamiento:2023 - Discográfica: Independiente          |

### En directo
| Nombre del álbum          | Información                                        |
| ------------------------- | -------------------------------------------------- |
| En Vivo Un Medio Acústico | - Lanzamiento: 2002 - Discográfica: Fugazi Records |

### Compilatorios
| Nombre del álbum      | Información                                               |
| --------------------- | --------------------------------------------------------- |
| Reproducciones Vol. 1 | - Lanzamiento:2010 - Discográfica: Fonarte Latino Records |